# Maimactérion
Maimactérion est le cinquième mois du calendrier grec antique en vigueur dans la région d'Athènes, il durait 30 jours compris approximativement entre le 23 octobre et le 20 décembre de notre calendrier actuel. Il tire son nom du mot grec  (Μαιμακτηριών / Maimakteriốn) de la fête  des Maimactéries en l'honneur de Zeus Maimaktês.